# Нетсталкинг

Неофициальный символ нетсталкинга — стилизованный дингир

Нетсталкинг (англ. netstalking) — это деятельность, осуществляемая в пределах сети методом поиска, направленная на обнаружение малоизвестных, малодоступных и малопосещаемых объектов c их возможным последующим анализом, систематизацией и хранением, с целью эстетического и информационного удовлетворения искателя. Под это определение попадает поиск объектов глубокой сети, в том числе IoT-устройств, поиск и описание ресурсов на устаревших протоколах, развитие осознанности в поиске. Хотя деятельность нетсталкеров иррациональна, но в процессе развиваются навыки сетевого поиска.

## Возникновение нетсталкинга
Идея возникновения нетсталкинга связана с именем Джона Рафмана, художника из Канады. Рафман считается одним из пионеров движения мультимедийных художников, главным вдохновением которых является Интернет. Деятельность Рафмана заключается в поиске на сервисе Google Street View уникальных снимков. Самые интересные находки Рафман включил в свой проект «Девять глаз Google Street View», ставший впоследствии мультимедийной выставкой. По словам Рафмана, художник проводил в Интернете каждый день 8—12 часов в поиске невероятных и странных кадров.
Считается, что понятие нетсталкинга возникло в 2009 году в результате деятельности команды ИСКОПАЗИ.

## Методы нетсталкинга
В нетсталкинге, как правило, разделяют два метода поиска необычной информации: делисерч и нетрандом. Общая методика нетсталкинга включает три основных этапа: поиск, анализ и архивацию вместе с опциональным написанием отчёта, носящего формальный либо лирический характер.

### Делисерч
Делисерч — это целенаправленный поиск интересующих объектов, чьи характеристики определены. Несколько видов делисерча:
1. Поиск избранных файлов в конкретных файловых хостингах при использовании тех или иных тэгов или поисковых запросов, которые, как уверен человек, должны привести его к тому, что ему требуется отыскать. Формат файлов не имеет значения, то могут быть видео, документы, изображения, аудиозаписи, всё, что угодно.
2. Поиск информации через операторы поиска и команды.
3. Поиск сведений в кэше Google или в архиве Интернета.

### Нетрандом
Нетрандом — поиск скрытой и неизвестной информации в целом «методом тыка», что иногда называют «поиском иголки в стоге сена». Для нетсталкеров наиболее популярным способом поиска информации считается именно этот способ, ибо он позволяет исследователям сети найти заранее не определенные скрытые ресурсы. Выделяют несколько методов нетрандома:
1. Проверка добавленных на файлообменные сети файлов посредством парсинга или сленговый вариант «спидщитсталкинг». Файлообменная сеть используется абсолютно любая.
2. Работа с рандомайзерами, то есть с сайтами или программами, которые генерируют случайный файл или случайный ресурс.
3. Сканирование или ручной перебор диапазонов IP-адресов.
4. Сканирование или ручной перебор доменов в доменных зонах.
5. Работа с крупными хранилищами файлов и сообщений (FTP-узлы, BBS, P2P-сети).

## Зоны исследования
В поле анализа нетсталкеров лежит весь Интернет, который традиционно делится на несколько условных сегментов.

### Видимая сеть
Видимая сеть (англ. Surface Web) — это общедоступный интернет. В этой части можно найти всё, чем пользуется среднестатистический пользователь сети: социальные сети, блоги, энциклопедии, новостные сайты и другие. Иными словами, видимая сеть — это всё, что можно найти с помощью обычных поисковых систем (Google, Яндекс и другие). По оценкам, на видимую сеть приходится примерно 15-20 % всей информации в интернете.

### Глубокая сеть
Глубокая сеть представляет для исследователей сети наибольший интерес в силу своей громадности и неизведанности, и именно для изучения этого сегмента нетсталкеры используют программы для сканирования диапазонов IP-адресов. Под данным типом находок можно также подразумевать любую информацию, не подключенную к Интернету или существовавшую там незначительное время, своевременно исчезнувшей из общего доступа и доступной лишь тем, кто ею обладает.
Категории находок:

#### Неиндексируемые ресурсы
1. Динамический контент на страницах или цикличные переадресации (например: формы заказов на онлайн-магазинах; введенные данные при регистрации; одноразовые страницы входа по пользовательскому логину и паролю; результаты поиска различных автономных механизмов).
2. Не распространяемый ботами или посетителями контент (например: веб-сайты, понятие о существовании которых имеют лишь владельцы домена, отвечающие за хостинг, провайдер и члены команды; IP-адреса с открытым 80-м портом и ресурсы, запрещающие индексацию средствами robots.txt или noindex).
3. Закрытые и частные сервисы, возможно, ограничивающие просмотр техническим путем (например: защищенные связкой логин-пароль роутеры; файловые и облачные хранилища (или FTP) ; URL для входа в панели управления; потоки видеонаблюдения через камеры безопасности; чьи-то приватные схемы обмена посланиями; форумы по приглашениям и другое, доступ к чему был ограничен людьми).
4. Содержимое внутренних файлов, которое веб-краулеры ещё не научились читать (например: любой текст внутри видеозаписи, домашней страницы; изображения, лежащие на FTP-узлах и помещенные в расшаренные папки; слова песни, произносимые певцом напрямую [не опубликованные где-то библиотеки значений и текстов, а именно слова с трека, считанные напрямую]; файлы из rar, zip или pgp архивов).
5. Удаленное авторами и ныне недоступные ресурсы, профили людей, опубликованные ими данные, оффлайн-копии которых не были сделаны (например: любые отключенные за неуплату домены, удаленные по истечении срока хранения; файлы, опубликованные на файлообменных сайтах; удаленные треды на имиджбордах и загруженные в них изображения; убранные администрацией видеохостингов записи из-за нарушения списка прав).
6. Не индексируемое из-за неудобства и бесперспективности выдачи в результатах поиска (например: многотысячные и многомиллионные базы научных и исследовательских учреждений, предназначенные для сотрудников; ежесекундно обновляемый и меняющийся контент [главные страницы на имиджбордах]; whois-информация о доменах).

#### Иное
1. Временные данные передач между одним хостом и другим или появляющиеся в определенных областях на короткий промежуток времени. Например, файлы, переданные одним членом F2F сети другому.
2. Интранеты, то есть изолированные локальные сети.

### Даркнет
Даркнет (англ. Darknet), Скрытая сеть, Теневая сеть — закрытое интернет-пространство, доступ к которому нельзя получить при помощи сетевых программ. Это могут быть сети и ресурсы правительственного, корпоративного или военного назначения, а также ресурсы, созданные с незаконными или криминальными целями. Самым известным и популярным представителем Даркнета является Tor. Популярность его обусловлена возможностью, при условиях некоторой анонимности, распространять любые материалы. Для её просмотра требуется наличие специального программного обеспечения, а именно Tor, I2P, Freenet или других сервисов, позволяющих обходить блокировку многих сайтов и давать доступ к закрытым ресурсам, недоступным для рядового пользователя интернета. На такие ресурсы невозможно попасть из стандартных браузеров и при наличии стандартного интернет-соединения. Даркнет может быть опасен для интернет-новичков, детей и рядовых пользователей, но содержит и информативные, и развлекательные ресурсы.

## Основные находки нетсталкеров
Обычно в скрытых сегментах Интернета нетсталкеры находят нет-арт, или так называемое «сетевое искусство». Крупнейший проект Джона Рафмана «Девять глаз Google Street View» является одним из ярчайших проявлений нет-арта. Отличительной чертой нет-арта является тот факт, что Интернет является его первичной средой создания и распространения. Также очень часто нетсталкеры находят записи с камер видеонаблюдения и просматривают их в поисках странных или интересных событий. Ещё одним направлением является сетевая археология, то есть поиск некогда популярных, но теперь забытых ресурсов, в том числе на устаревших протоколах.
Другие находки включают заброшенные или нигде не проиндексированные сайты, незапароленные серверы и камеры.

## Легенды

### «Смертельные файлы»
Легенда о «смертельных файлах» зародилась ещё в 1990-х годах, когда была распространена теория о вреде 25-го кадра. Суть легенды о смертельных видео заключалась в том, что зритель, увидевший его, впоследствии кончает жизнь самоубийством. Связывали эту теорию, как правило, с влиянием детских мультсериалов на психику подростков. Позже было доказано, что к самоубийствам многосерийные мультфильмы отношения не имеют, а головная боль была вызвана эффектом плацебо. «Смертельные файлы» в виде пугающих роликов с искусственно созданными звуковыми эффектами являются одними из легендарных элементов нетсталкинга. Под видом таких записей обычно распространяются странные или пугающие, насыщенные спецэффектами ролики без чёткого сюжета.

### «Карта уровней Интернета»

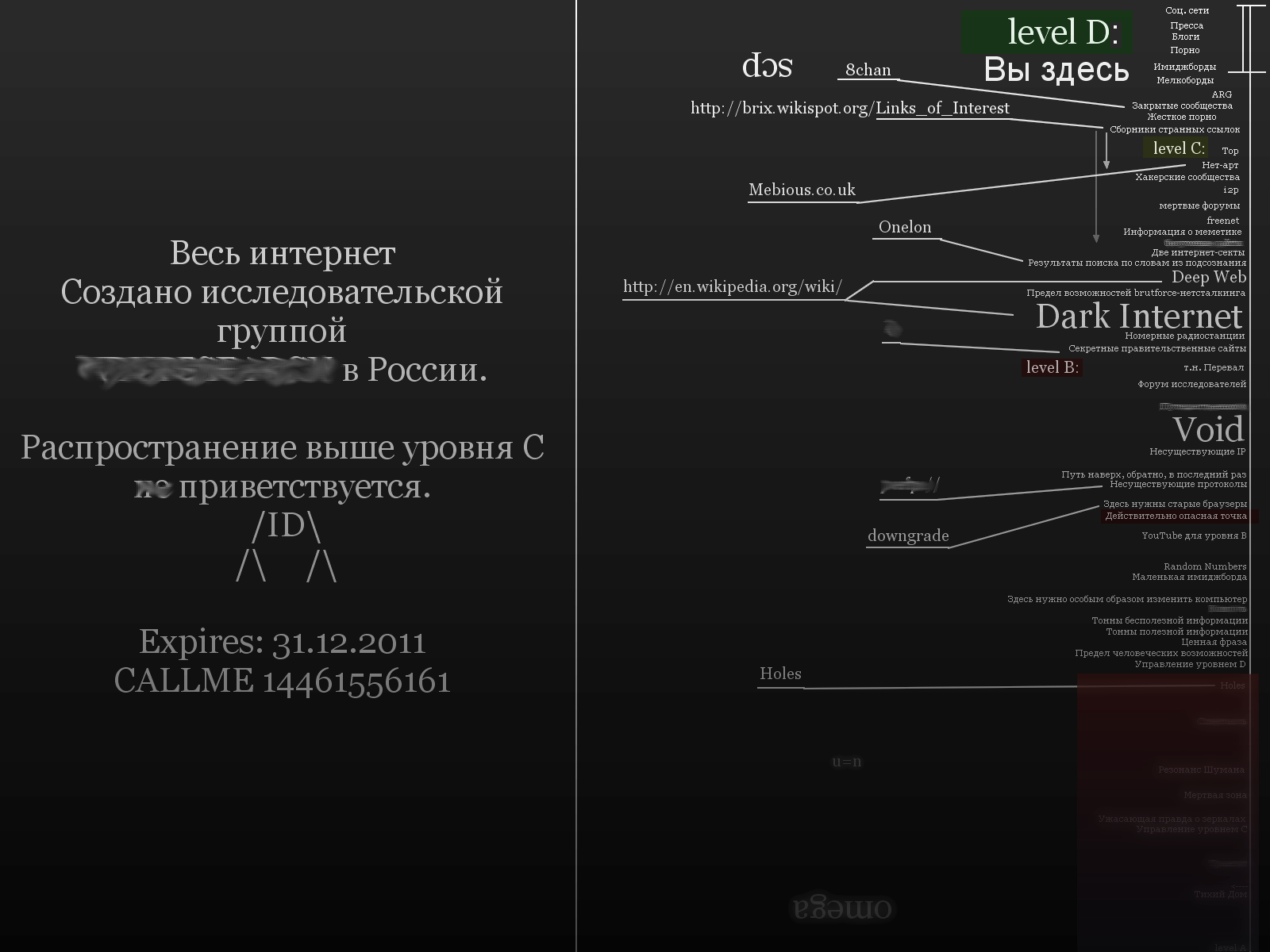
Мифическая карта «Весь Интернет»

Карта уровней Интернета — самая известная легенда, её называют также «Весь Интернет» и «Уровни сети». По этой легенде на уровне D располагаются доступные среднестатистическому пользователю страницы, а на уровне B и ниже располагаются самые паранормальные и неизведанные места сети, такие как: «Перевал», «несуществующие IP и протоколы», «YouTube уровня B», «Тихий дом».
На самом деле «схема интернета» является лишь мистификацией и источником мемов для нетсталкеров. Однако схема привлекает внимание людей до сих пор и стала отправной точкой для распространения другой известной легенды о «Тихом Доме».

### Красная комната
«Red Room» (с англ. — «Красная комната») — городская легенда, рассказывающая о скрытом сайте в тёмной сети (даркнет), в которой идут прямые трансляции, во время которых проводятся пытки, изнасилования и убийства людей в прямом эфире, при этом зрители сами заказывают способ пытки и убийства жертвы с помощью донатов через криптовалюту, доступ к трансляциям ограничен, нужно купить пропуск за определённую сумму.
Настоящих «Красных комнат» так и не было обнаружено нетсталкерами, но было найдено несколько фейков, которые предлагали купить билет на стрим, который начнется через несколько дней. Когда срок наступал — страница просто удалялась. Потом же выяснилось, что передавать потоковые видеотрансляции через даркнет практически невозможно, а значит формат таких материалов существовать в тёмной сети не может.

### Тихий дом
«Тихий дом» (англ. Silent House) — успешный проект Synthetical Science в сфере мемопроектирования, возникший около 2011 года. Авторы данного проекта утверждали, что «Тихий дом» является последней точкой на дне сети. Попавший в «Тихий дом» человек, по легенде, должен был познать истину и исчезнуть. Позже легенда приобрела новые мистические детали и подробности, а «Тихий дом» стал символом неизведанной части сетевого мира. Многие нетсталкеры в 2011—2013 годах действительно пытались найти «Тихий дом», но поиски оказались безуспешными. Позже один из участников Synthetical Science подтвердил, что «Тихий дом» — мистификация, призванная стимулировать интерес к нетсталкингу.

## Критика
Из-за ореола таинственности вокруг деятельности нетсталкеров и легенд, распространённых ими, исследователи сети сначала привлекли внимание администраторов «групп смерти», а потом их деятельностью заинтересовались правоохранительные органы. Нет-арт, образы и легенды стали активно использоваться администраторами запрещённых «групп смерти» для собственной раскрутки. Например, легенда о «Тихом Доме», признанная самими создателями фикцией, приобрела культовое и суицидальное значения.
Считается, что занятие нетсталкингом у некоторых людей может вызвать неврозы, что связано с отталкивающей тематикой просматриваемого ими контента.